# KDK
KDK(Kawakita Denki Kigyosha)는 마쓰시타 이콜로지 시스템스(Matsushita Ecology Systems Co.)에서 그룹의 환기 제품을 제조하는 데 사용하는 브랜드 이름이다. 마쓰시타 전기의 일부가 되기 전, KDK는 마쓰시타 전기 공업과 제휴하지 않은 별도의 회사였다. KDK는 1912년에 상표로 등록되었지만 1909년에 일본전기산업(Nippon Electric Industry Co. Ltd.)으로 시작되었다.
KDK는 파나소닉 브랜드로 선풍기, 천장 선풍기, 환기 팬, 레인지 후드, 에어 도어(에어커튼), 핸드 드라이어, 제습기, 지하 송풍기를 제조한다.